# DN23
De DN23 (Drum Național 23 of Nationale weg 23) is een weg in Roemenië. Hij loopt van Focșani via Măicănești naar Brăila. De weg is 89 kilometer lang.